# Ситник Костянтин Меркурійович
Костянти́н Мерку́рійович Си́тник (3 червня 1926, Луганськ — 22 липня 2017, Київ) — український науковець-ботанік, фізіолог рослин, дійсний член АН УРСР (з 1973; з 1974 її віце-президент), Почесний директор Інституту ботаніки ім. М. Г. Холодного НАН України, голова Комісії НАН України з розробки наукової спадщини академіка В. І. Вернадського, академік НАН України.
Член Українського ботанічного товариства, почесний член Російського товариства фізіологів рослин. Почесний громадянин Луганська. Член ЦК КПУ в 1981—1990 роках. Депутат Верховної Ради УРСР 10—11-го скликань. Голова Верховної Ради Української РСР 10-го скликання.

## Біографія
Народився 3 червня 1926 в місті Луганську. Закінчив Луганський педагогічний інститут (1945—1949), факультет природознавства, «Хімія і природознавство»; у 1949—1950 роках — асистент кафедри зоології Луганського педагогічного інституту, працював під керівництвом відомого краєзнавця Івана Сахна. Член ВКП(б) з 1951 року.
У 1950—1953 рр. — аспірант, у 1953—1958 рр. — молодший науковий працівник, у 1958—1960 рр. — старший науковий працівник, у 1960—1979 рр. — завідувач відділу фізіології рослин, з 1970 — директор Інституту ботаніки імені М.Холодного АН Української РСР.
У 1953-1956 рр. — науковий працівник-консультант науково-організаційного відділу, у 1957—1960 рр. — заступник головного наукового секретаря, у 1962—1966 рр. — начальник науково-організаційного відділу, у 1966—1970 рр. — головний науковий секретар, у 1972—1974 рр. — академік-секретар Відділення загальної біології, у 1974—1988 роках — віце-президент Академії наук УРСР.
З 1967 року — головний редактор «Українського Ботанічного журналу». Пізніше — член редколегії видання.
1967 — Доктор біологічних наук, професор (1967),
1973 — академік НАН України (Відділення загальної біології, ботаніка), президент Українського ботанічного товариства; голова експертної ради ВАК України; голова Всеукраїнської екологічної ліги.

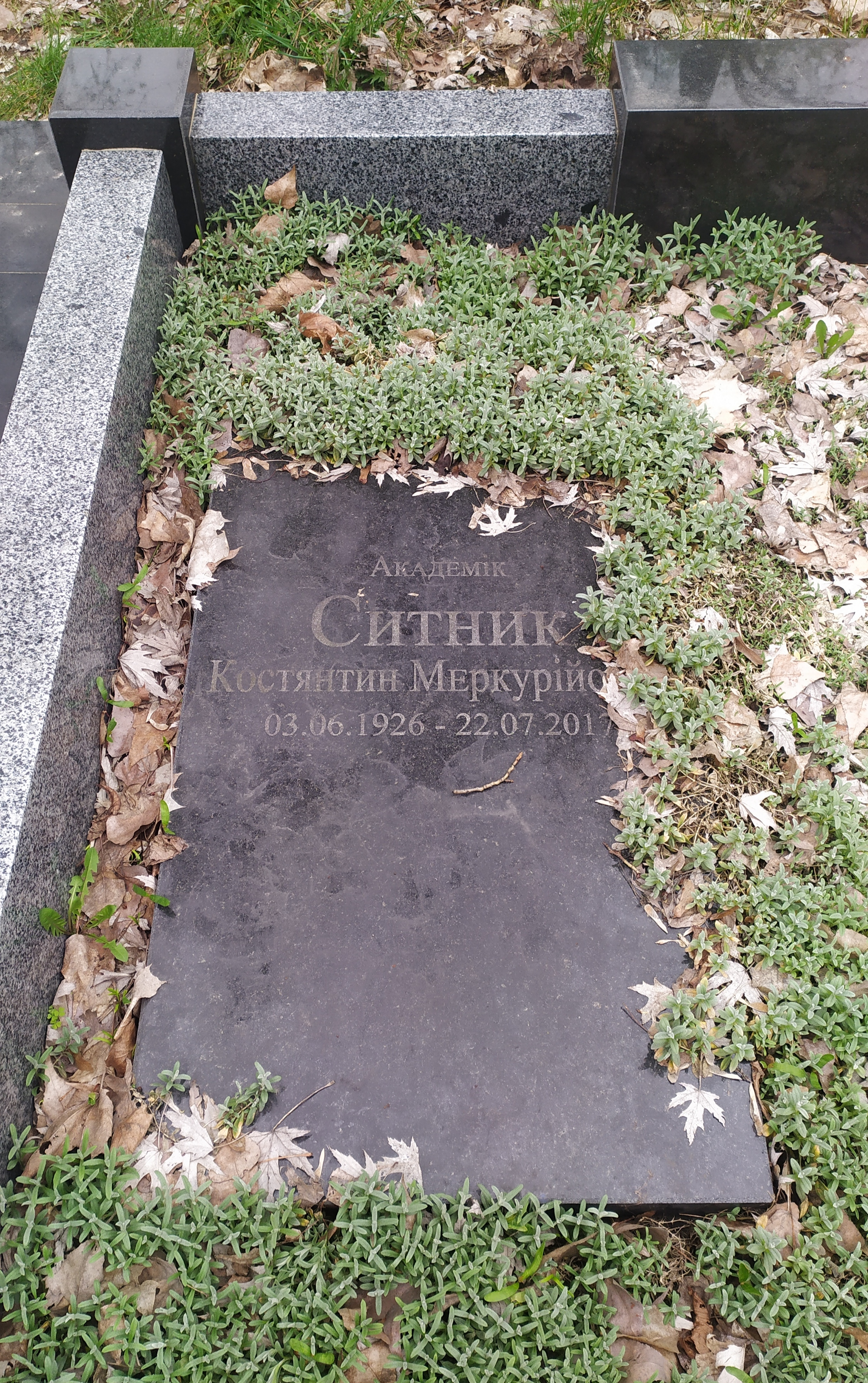
Могила Костянтина Ситника, Байкове кладовище

Під безпосереднім керівництвом та особистої участі Ситника в 70-ті роки XX століття були започатковані дослідження з біо- та хемосистематики рослин, закладено основи для подальшого розвитку генетичної та клітинної інженерії рослин в Україні.
Виступав з критикою уявлень про існування фітогормонів, підтримував погляди Лисенка Т. Д. Пізніше точку зору на ці питання змінив.
Сини: Сергій (1952) — біолог, с.н.п., Ін-т фізіології рослин НАН України; Микола (1960) — журналіст (Микола Вересень), онуки: Олександра (1981); Романа (1999).
Помер 22 липня 2017 року у Києві від інсульту. Похований разом з дружиною на Байковому кладовищі (ділянка № 49а, 50°24′59.15″ пн. ш. 30°30′5.4″ сх. д. / 50.4164306° пн. ш. 30.501500° сх. д.).

## Політична діяльність
Член ВКП(б) з 1951 року.
Обирався депутатом Верховної Ради УРСР X та XI скликань, був Головою Верховної Ради УРСР Х скликання.
- 02.1996 — 05.1999 — член Політради, з 11.1998—05.99 — член політвиконкому НДП.
- 03.1998 — 04.2002 Народний депутат України 3 скликання від НДП, № 17 в списку. Член фракції НДП (05.1998—06.99), позафракційний (06.1999—01.2000), член групи «Незалежні» (01.—03.2000); голова підкомітету з питань науки і технологій Комітету з питань науки і освіти (з 07.1998).
- 12.1999 — 04.2002 — Голова Ради старійшин Української народної партії «Собор»
- З 12.2001 — член ради "Громадської ініціативи «Форум національного порятунку», член Міжвідомчої ради з питань новітніх біотехнологій (з 12.2001).
- 04.2002 — 04.2006 Народний депутат України 4 скликання з від блоку Ю. Тимошенко, № 20 в списку. Голова підкомітету з питань науки і інноваційної діяльності Комітету з питань науки і освіти.

## Громадська діяльність
Член редколегії журналів «Український ботанічний журнал», «Экология и ноосферология», «Вісника Харківського національного аграрного університету» (Серія: біологія), «Физиология растений» (Росія), «Ботанического журнала» (Росія), Голова спеціалізованої вченої ради по захисту докторських дисертацій за спеціальностями «ботаніка» і «мікологія».

## Наукові праці
Автор (співавтор) понад 400 наукових праць в галузі фізіології рослин, екології, космічної біології, зокрема співавтор книг:
- «Молекулярные механизмы клетки» (1969),
- «Физиология корня» (1972),
- «Життя зеленого листка» (1973),
- «Біологічний словник» (1974, 1986, за ред.),
- «Довідник з біології» (1978; 1979, 1981, 1985 — рос.; за ред.),
- «Физиология листа» (1978, за ред.),
- «Микола Григорович Холодний» (1979),
- «Микроорганизмы в космическом полете» (1983, за ред.),
- «Клеточная инженерия растений» (1984),
- «В. И. Вернадский. Жизнь и деятельность на Украине» (1984, 1988),
- «Морфогенез архегониат» (1985),
- «Ботанические тетради» (1986),
- «Биосфера. Экология. Охрана природы: Справочное пособие» (1987, за ред.),
- «Методологические проблемы интеграции ботанических наук» (1987),
- «Словарь-справочник по экологии» (1994, відповід. ред.) та ін.
- кандидатська дисертація «Вплив умов живлення і водопостачання на ріст і фізіологічні процеси в лимоні» (1955);
- докторська дисертація «Ріст і взаємодія органів рослин» (1966).

## Відзнаки і нагороди
За наукову, політичну та громадську діяльність Костянтин Ситник відзначений багатьма високими урядовими нагородами.
- Орден князя Ярослава Мудрого IV ст. (3 червня 2006) — за визначний особистий внесок у становлення та розвиток вітчизняної науки, багаторічну плідну законотворчу і громадсько-політичну діяльність[7]
- Орден князя Ярослава Мудрого V ст. (17 квітня 1998) — за визначні особисті заслуги перед Українською державою в розвитку фундаментальної науки, формування національної школи космічної біології та активну громадську діяльність[8]
- Нагороджений орденами Леніна (1986), Трудового Червоного Прапора (1971), Жовтневої революції (1976).

Він є лауреатом Державних премій СРСР та України в галузі науки і техніки та премії ім. М. Г. Холодного (1979), нагороджений медаллю «В память 1500-летия Киева». За внесок у розбудову української держави нагороджений Почесною Грамотою Верховної Ради України.